# Anaphothrips postumus
Anaphothrips postumus är en insektsart som först beskrevs av Richter 1928.  Anaphothrips postumus ingår i släktet Anaphothrips och familjen smaltripsar. Inga underarter finns listade i Catalogue of Life.